# Champions Trophy mannen 1993
De vijftiende editie van de strijd om de Champions Trophy had plaats van zaterdag 3 juli tot en met zondag 11 juli 1993 in het Tun Razak-stadion in Kuala Lumpur. Deelnemende landen aan het mondiale hockeytoernooi waren: Australië, titelverdediger Duitsland, gastland Maleisië, Nederland, Pakistan en Spanje.

## Selecties

### Duitsland
- Christian Blunck
- Dirk Dörflinger
- Christopher Gerber
- Michael Green
- Albert Hemmersbach
- Kai Hollensteiner
- Michael Knauth

- Christian Mayerhöfer
- Björn Michel
- Frederick Ness
- Ulrich Moissl
- Stefan Saliger
- André Schiefer
- Axel Schröder

- Christian Stengler
- Michael Waldhauser

- Bondscoach

Paul Lissek

## Scheidsrechters
- Donald Prior
- Steven Horgan
- Rob Lathouwers
- Sathasivan Yasudhasan

- Richard Wolter
- Santiago Deo
- Kyochi Sana
- Shaqat Bagdhadi

## Voorronde
- Maleisië-Nederland 1-2
- Duitsland-Spanje 2-0
- Australië-Pakistan 2-1

- Maleisië-Spanje 2-1
- Duitsland-Pakistan 3-2
- Nederland-Australië 1-0

- Spanje-Australië 1-5
- Duitsland-Maleisië 4-1
- Nederland-Pakistan 1-3

- Maleisië-Pakistan 2-2
- Nederland-Spanje 2-0
- Australië-Duitsland 1-3

- Pakistan-Spanje 2-0
- Maleisië-Australië 2-4
- Nederland-Duitsland 2-3

## Eindstand voorronde
| № | Land      | WG | W | G | V | DV | DT | +/– | Punten |
| - | --------- | -- | - | - | - | -- | -- | --- | ------ |
| 1 | Duitsland | 5  | 5 | 0 | 0 | 15 | 6  | +9  | 10     |
| 2 | Australië | 5  | 3 | 0 | 2 | 12 | 8  | +4  | 6      |
| 3 | Nederland | 5  | 3 | 0 | 2 | 8  | 7  | +1  | 6      |
| 4 | Pakistan  | 5  | 2 | 2 | 2 | 10 | 8  | +2  | 5      |
| 5 | Maleisië  | 5  | 1 | 1 | 3 | 8  | 13 | –5  | 3      |
| 6 | Spanje    | 5  | 0 | 0 | 5 | 2  | 13 | –11 | 0      |

## Play-offs
Om vijfde plaats
| 11 juli 09:00 |       |          |                                                         |
| Spanje        | 5 – 3 | Maleisië | Scheidsrechters: Kiyoshi Sana (JPN) Steven Horgan (USA) |
|               |       |          | Scheidsrechters: Kiyoshi Sana (JPN) Steven Horgan (USA) |

Troostfinale
| 11 juli 14:00 |       |           |                                                                   |
| Pakistan      | 2 – 6 | Nederland | Scheidsrechters: Richard Wolter (GER) Sathasivan Yasudhasan (MAS) |
|               |       |           | Scheidsrechters: Richard Wolter (GER) Sathasivan Yasudhasan (MAS) |

Finale
| 11 juli 16:15 |       |           |                                                          |
| Duitsland     | 0 – 4 | Australië | Scheidsrechters: Rob Lathouwers (NED) Santiago Deo (ESP) |
|               |       |           | Scheidsrechters: Rob Lathouwers (NED) Santiago Deo (ESP) |

## Eindstand
1. Australië
2. Duitsland
3. Nederland
4. Pakistan
5. Spanje
6. Maleisië

## Topscorer
| 1. | Taco van den Honert | Nederland | 8 |

Mannen:
Lahore 1978 ·
Karachi 1980 ·
Karachi 1981 ·
Amstelveen 1982 ·
Karachi 1983 ·
Karachi 1984 ·
Perth 1985 ·
Karachi 1986 ·
Amstelveen 1987 ·
Lahore 1988 ·
Berlijn 1989 ·
Melbourne 1990 ·
Berlijn 1991 ·
Karachi 1992 ·
Kuala Lumpur 1993 ·
Lahore 1994 ·
Berlijn 1995 ·
Chennai 1996 ·
Adelaide 1997 ·
Lahore 1998 ·
Brisbane 1999 ·
Amstelveen 2000 ·
Rotterdam 2001 ·
Keulen 2002 ·
Amstelveen 2003 ·
Lahore 2004 ·
Chennai 2005 ·
Barcelona 2006 ·
Kuala Lumpur 2007 ·
Rotterdam 2008 ·
Melbourne 2009 ·
Mönchengladbach 2010 ·
Auckland 2011 ·
Melbourne 2012 ·
Bhubaneswar 2014 ·
Londen 2016 ·
Breda 2018
Vrouwen:
Amstelveen 1987 ·
Frankfurt 1989 ·
Berlijn 1991 ·
Amstelveen 1993 ·
Mar del Plata 1995 ·
Berlijn 1997 ·
Brisbane 1999 ·
Amstelveen 2000 ·
Amstelveen 2001 ·
Macau 2002 ·
Sydney 2003 ·
Rosario 2004 ·
Canberra 2005 ·
Amstelveen 2006 ·
Quilmes 2007 ·
Mönchengladbach 2008 ·
Melbourne 2009 ·
Nottingham 2010 ·
Amstelveen 2011 ·
Rosario 2012 ·
Mendoza 2014 ·
Londen 2016 ·
Changzhou 2018